# Lil Hardin Armstrong
Lillian Hardin Armstrong (Memphis, 3 febbraio 1898 – Chicago, 27 agosto 1971) è stata una pianista e compositrice statunitense, seconda moglie di Louis Armstrong, con cui collaborò frequentemente negli anni venti.